# Чухлиб, Василий Васильевич
Василий Васильевич Чухлиб (19 июля 1941, с. Гнилуша, Черниговская область — 20 ноября 1997, Украина) — советский и украинский писатель, журналист, общественный деятель, литературовед, член Союза писателей и Союза журналистов СССР и Украины. Лауреат государственной премии имени Леси Украинки (1996).

## Детство и юношество
Родился в с. Гнилуша (Лебедевка) в семье учителей Василия Харитоновича Чухлиб и Марии Федоровны Вялой (Чухлиб). Семья отца ведет свою родословную от казака Платнировского куреня Запорожской Сечи Харька Чухлиб (1757 г.). Семья матери в 1930-х гг. была сослана в Сибирь. Детские годы Василия Чухлиб прошли в соседнем придеснянского селе Соколовка, куда переехали его родители после войны: здесь окончил семилетку, а десятый класс — в старинном городе Остре. В школе проявился его литературный талант — и районная газета «Правда Остерщины» опубликовала первое стихотворение, когда он был ещё старшеклассником; окончив школу, молодого Василия пригласили на работу в редакцию той же газеты. В 1962 г. поступил на литературный факультет Киевского государственного педагогического института им. А. Горького (ныне — Национальный педагогический университет имени М. Драгоманова). В течение 1962—1966 гг. был старостой Литературной студии КГПИ им. А. Горького, которой руководил Юрий Кобылецкий, а потом Петр Орлик. Был одним из инициаторов и организаторов специальной страницы в институтской газете, которая отражала творческую деятельность членов литературной студии «Витрыла» («Паруса»). Её первый выпуск увидел свет 24 февраля 1966 и назывался «Витрыла. Выпускает литстудия института. Газета в газете». Стенная рукописная газета «Витрыла» в то время занимала всю стену второго этажа филфака. В 1966 получил диплом о высшем образовании языково-литературного факультета КГПИ. У него есть родная сестра, двоюродные братья и сестры, дети, внуки и правнуки.

## Работа
Учительствовал и работал журналистом в г. Доброполье Донецкой области, а затем вместе с семьей переехал в г. Украинка Обуховского района Киевской обл. Был заведующим отделом газеты «Заря Октября» («Обуховский край»). В 1970—1990 гг. В. Чухлиб на общественных началах руководил литературной студией им. Андрея Малышко (г. Обухов). Во второй половине 1960-х — первой половине 1970-х годов миниатюры, новеллы и рассказы В. Чухлиба были напечатаны в периодике. Вскоре они привлекли внимание издательства «Молодь», где в 1975 г. увидела свет первая книга миниатюр «Красные капли вишен». В 1973 г. В. Чухлиб предложили выступить с рассказами для детей во всеукраинском журнале «Малятко» («Малыш»). С 1977 года член Союза писателей и Союза журналистов СССР и Украины. В 1978—1996 годах — заместитель главного редактора издательства «Советский писатель» («Украинский писатель») в Киеве.

## Творчество
Из произведений, напечатанных в периодике, сложилась первая книжечка молодого литератора для детей «Кто встаёт раньше». С тех пор писатель не оставляет работу литературы для детей: пишет не только рассказы, но и замечательные сказки — прозрачные, как хрусталь, тихие, как тёплое лето. Большинство из них — о природе. В 1988 году была опубликована книга «Иду к Десне», у всех героев которой — людей, животных, растений — есть одно общее: вечно молодая река Десна. Писатель Юрий Ярмыш писал в 1977 году: «Крепнет, развивается талант прозаика Василя Чухлиба. Он автор ряда сборников рассказов для малышей, среди них „Красные капли вишен“, „Кто просыпается раньше всех“, „Бескозырка“, „Находка Тарасика“. Произведения эти невелики по объёму, но удивительно ёмкие, насыщенные большим смыслом. По своему характеру они близки к притчам, но Василь Чухлиб далёк от назидательности, его мораль в сюжетах, в отношении героев к событиям, жизненным явлениям, автор дорожит выразительной деталью, ярким и точным образом». Героями сказок В. Чухлиба является мишка Клиш-Клиш и паучок Канапчик, лисичка Мальвина и зайчик Гасанец, козёл Бородач и сорока Чара, шмелики Кондратики и бурундучок Полосатик, мышь Бусина и утка Чомга, ёжик Топка и Солнечный Зайчик а также другие жители Земли, Неба, Леса и Реки. Они живут своей сказочной жизнью в Калиновой горнице и Золотистом бору, Земляничной поляне и Роменовому лугу, Старой дубраве и Бобровом посёлке, Синь-озере и на Зелёном стадионе. Автор сочетает традиционные художественные приёмы народной сказки с оригинальными авторскими находками. Писатель наделяет животных человеческим языком, чувствами, характером и поведением, сохраняя при этом и то, что присуще природе животных. Интересные сюжеты сказок, живописные подробности, выразительный диалог, тонкий юмор — всё это привлекает маленького читателя. Писатель избегает поучительного тона, давая детям возможность самим осмыслить мораль произведений. Большинство из новелл В. Чухлиба является автобиографическими. Образы их персонажей — Василька и Миши, Тарасика и Тани, Дениска и Варочки, Степана и Марии, Оксеника и Галинки, Славка и Валерки, Арсеника и Иванка — изображены писателем с особой любовью. Они непоседливые, сообразительные и любознательные, с интересом познают мир, учатся дружить и помогать старшим. Любящая мама, трудолюбивый отец, мудрые и жизнерадостные дедушка и бабушка — это та среда в котором детям уютно. Малышам раскрываются тайны природы, много неизвестных фактов из мира растений и животных. Писатель приглашает детей пристальнее взглянуть вокруг и учит их любить свою малую родину — быть в лесу, лугу или на реке не пассивными наблюдателями, а добрыми помощниками всему живому. Юрий Збанацкий, писатель, Герой Советского Союза так оценивал творчество В. Чухлиба: «У этого писателя свой стиль и своё видение мира. Он обладает редким даром писать кратко, а показывать много, умеет рассказать интересно и волнующе, даже поэтично, о вещах, на первый взгляд, обычных, будничных».

## Язык произведений
Язык произведений В. Чухлиба живой, народный, красочный, стильный. Он не перегружена непонятной лексикой, заимствованными словами. Искусное применение образных сравнений, персонификаций, эпитетов, метафор в сочетании с простонародным высказываниями создает особый языковой колорит произведений писателя. Разнообразие лексики, богатство синонимов, ритмичность и мелодичность делают язык его рассказов и сказок полнокровной, образной, будто завораживая читателя. Профессор Любовь Мацько пишет: «Василий умел подмечать и показывать в своем творчестве мудрость, душевную красоту и порядочность обычных людей, простых тружеников, их тонкое чувство нравственности … О морали эти люди не говорят, ею живут. С особой любовью писал Василий Чухлиб о детях и для детей, щедро используя интимизирующие формы украинского языка».

## Журналистская деятельность
Публиковал очерки, этюды, рассказы, а также другие материалы в газетах «всесоюзного» значение «Правда», «Учительская газета», всеукраинских — «Литературная Украина», «Сельские вести», «Советская Украина», «Советская образование», «Молодая гвардия», «Советская культура», «Звезда»; областных — «Советский Донбасс» (Донецкая область), «Деснянская правда», «Черниговский вестник» (Черниговщина) районных «Правда Остерщины»(Остерский р-н, Черниговская), «Путь победы» (г. Доброполье, Донецкая область), «Колхозные вести» (Таращанский р-н, Киевщина), «Заря Октября» (ныне «Обуховский край», Обуховский р-н, Киевщина), «Свет Октября» (Павлоградский р-н, Днепропетровская область), «Ленинский путь» (Козелецкий р-н, Черниговская область); городских — «Маяк» (г. Красноармейск, Донецкая область). Публиковался во всеукраинских журналах «Днепр», «Отечество», «Киев», «Донбасс», «Украина», «Радуга», «Малютка», «Барвинок», «Подсолнух».

## Литературоведческая деятельность
Публиковал статьи о Михаиле Коцюбинском, Иване Франко, Лесе Украинке, Максиме Рыльском, Григорие Косынке, Александре Довженко, Андрее Малышко, исследовал их жизненный и творческий путь. Его также интересовали такие исторические фигуры как Маруся Чурай и Леонид Быков. Публиковал рецензии на книги известных и молодых авторов, в частности Владимира Забаштанского, Ивана Логвиненко и др. Популяризировал новые книги и справочники, делал обзоры многих всеукраинских журналов.

## Оценка личности и память
Творчество Василия Чухлиба отмечено литературными премиями им. Натальи Забилы (1988) и им. Леси Украинки (1996). Отдельные произведения писателя издавались за рубежом, где переводились на английский, азербайджанский, белорусский, казахский, литовский, русский, словенский языки: многие его рассказы и сказки вошли в отечественные учебники и хрестоматии для младших классов. Умер после тяжелой болезни 20 ноября 1997 и похоронен на родине, в с. Соколовка на Черниговщине.
На местном кладбище ему установлен памятник работы скульптора М. Горлового. В г. Украинке Обуховского р-на (Киевщина) на доме, где долгое время проживал писатель установлена мемориальная доска. В школе № 2 г. Украинка проводятся ежегодные конкурсы на лучшее чтение произведений В. Чухлиба. На базе Национального педагогического университета им. М. Драгоманова проходит Литературный конкурс имени Василия Чухлиба. В Обуховском историко-краеведческом музее существует экспозиция, посвященная писателю, а также хранятся его отдельные вещи и фото.
Личный архив В. Чухлиба находится в Центральном государственном архиве-музее литературы и искусства Украины (ЦГАМЛИ Украина — Фонд № 1345: Чухлиб Василий Васильевич (1941—1997), писатель — Оп.1, ед. Сб. 165; 1956—1996 гг).